# Ghiacciaio Croom
Il ghiacciaio Croom (in inglese Croom Glacier) è un ripido ghiacciaio situato sulla costa di Wilkins, nella parte orientale della Terra di Palmer, in Antartide. Il ghiacciaio, il cui punto più alto si trova a circa 185 m s.l.m., fluisce verso sud-est fino ad entrare nell'insenatura di Smith, tra punta Moe e il ghiaccio pedemontano Hughes, andando così ad alimentare la piattaforma glaciale Larsen D.

## Storia
Il ghiacciaio Croom è stato mappato nel 1974 dallo United States Geological Survey sulla base di ricognizioni effettuate dalla marina militare statunitense tra la fine degli anni 1960 e l'inizio degli anni 1970, ed è stato così battezzato dal Comitato consultivo dei nomi antartici in onore del biologo statunitense John M. Croom, che svolse il suo lavoro per il Programma Antartico degli Stati Uniti d'America presso la Stazione Palmer nel 1968-69 e che fu anche scienziato in visita presso la stazione ricerca sovietica Bellingshausen nel 1970.